# Urs Meier
Urs Meier (ur. 22 stycznia 1959 w Zurychu) – były szwajcarski sędzia piłkarski.
Związany z sędziowaniem piłki od 18. roku życia, od 1994 z uprawnieniami FIFA. Prowadził mecze w finałach Mistrzostw Świata (1998 i 2002), m.in. półfinał MŚ 2002 Niemcy-Korea Południowa (1:0) oraz mecz 1/8 finału na MŚ 1998 Dania-Nigeria (4:1). Był także sędzią w turniejach finałowych Mistrzostw Europy 2000 i 2004. Na Euro 2004 sędziował m.in. ćwierćfinał Portugalia-Anglia (wygrana Portugalii w rzutach karnych).
W maju 2002 był sędzią finału prestiżowej Ligi Mistrzów pomiędzy Realem Madryt i Bayerem 04 Leverkusen (zwycięstwo Realu 2:1).